# Ecoduct Herperduin
Ecoduct Herperduin is een ecoduct over de Nederlandse autosnelweg A50 ter hoogte van Vorstengraf bij Oss en knooppunt Paalgraven, maar is gelegen in de gemeente Maashorst. Het ecoduct verbindt het natuurgebied de Maashorst, specifieker de ecologische verbindingszone 't Mun, met de Herpse Bossen. De opdracht voor de bouw is afkomstig van de provincie Noord-Brabant gebouwd en het geheel is op 8 januari 2014 geopend.
Het ecoduct maakt deel uit van het programma om de natuurgebieden in noordoost Noord-Brabant met elkaar te verbinden. Naast ecoduct Herperduin zijn ook ecoduct Leenderbos, ecoduct Maashorst en ecoduct Groote Heide met dit programma gerealiseerd, wat tezamen 9,9 miljoen euro heeft gekost. De naam voor de ecoduct is afkomstig van de stuifzanden in de Herpse Bossen, dat ook wel Herperduin wordt genoemd.